# 夢をかなえてドラえもん
「夢をかなえてドラえもん」（ゆめをかなえてドラえもん）は、maoのメジャーデビューシングル（1枚目のシングル）。2007年7月4日にコロムビアミュージックエンタテインメント（現・日本コロムビア）から発売された。

## 概要
テレビ朝日系列で放送されているアニメ『ドラえもん』において、夏川りみの「ハグしちゃお」に代わるオープニング・エンディングテーマとして2007年5月11日放送分から使用されている。映画作品では2008年公開の『映画ドラえもん のび太と緑の巨人伝』以降、オープニングテーマとして使用されている。2014年10月17日放送分からは、ドラえもん（水田わさび）、のび太（大原めぐみ）、しずか（かかずゆみ）、ジャイアン（木村昴）、スネ夫（関智一）による「キャラクター・ソングバージョン」が不定期にオープニング・エンディングテーマとして使用されている。
2006年に楽曲製作が決定。同年8月からプロを対象とした楽曲コンペが開催され、1000曲以上の中から約半年にわたる選考を経て黒須克彦の曲が採用された。同コンペは曲のみの募集であったが、黒須は仮の歌詞を付けて提出していた。この歌詞はスタッフに高く評価され、歌詞のコンペへの参加も勧められたことから、手直ししたうえで改めて提出したところ、これも採用されることとなった。黒須によると、大人も子どもも聴いて“良い”と思える曲を目指したといい、「ドラえもんという存在と同じような、普遍的な魅力を感じていただければうれしいです」と語っている。
歌手のmaoは当初、他の歌手の仮歌やコーラスなどを中心に活動しており、本曲もデモテープのみの歌唱予定だった。だが、その歌声がスタッフに気に入られそのまま採用となったことで、同時にメジャーデビューすることとなった。なお、maoによるデモテープはリリースされていないものの、テレビのバラエティ番組などにおけるドラえもん関連の特集で、BGMとして使用されることがある。
ノスタルジックな雰囲気も持ち合わせ、ほのぼのとしたミディアムテンポな曲調となっている。1979年から2005年までのアニメ第2作第1期で使われていた「ドラえもんのうた」と同様、歌詞にひみつ道具の名称が織り込まれていたり、示唆される部分がある。
神奈川県川崎市に藤子・F・不二雄ミュージアムが開館した2011年9月3日からは、同館に近い小田急小田原線登戸駅の3番ホームにおいて接近メロディとして使用されている（音源はAメロの部分をオルゴール調にアレンジしたものを使用）。また、開館5周年を迎えた2016年9月3日には、最寄り駅である東日本旅客鉄道（JR東日本）南武線宿河原駅の2番線にも発車メロディとして導入された（音源はサビの部分を塩塚博がアレンジしたものを使用）が、こちらは2025年3月15日から同線がワンマン運転を開始したことに伴い、使用を終了している。
2021年に発表されたJOYSOUNDによる「おうちカラオケランキング」では6位にランクインした。また、幼稚園等の卒園ソングとして歌われることもある。

### 踊れ・どれ・ドラ ドラえもん音頭2007
カップリング曲の「踊れ・どれ・ドラ ドラえもん音頭2007」は、2005年10月5日にシングル曲として発売された「踊れ・どれ・ドラ ドラえもん音頭」のリメイクで、2007年から2013年まで同アニメの夏期エンディングテーマとして起用された。2017年からは「踊れ・どれ・ドラ ドラえもん音頭2017」として再度リメイクされたものが夏期エンディングテーマとして起用されている。

## 収録内容
| #         | タイトル                                                        | 作詞           | 作曲      | 編曲      |                                                                      | 時間  |
| --------- | --------------------------------------------------------------- | -------------- | --------- | --------- | -------------------------------------------------------------------- | ----- |
| 1.        | 「夢をかなえてドラえもん」                                      | 黒須克彦       | 黒須克彦  | 大久保薫  | 歌: mao コーラス: ひまわりキッズ                                     | 4:08  |
| 2.        | 「踊れ・どれ・ドラ ドラえもん音頭2007」                         | マイクスギヤマ | 沢田完    | 沢田完    | 歌: ドラっ子隊 & ドラえもん（水田わさび） コーラス: 森の木児童合唱団 | 4:14  |
| 3.        | 「夢をかなえてドラえもん（オリジナル・カラオケ）」              |                |           |           |                                                                      | 4:08  |
| 4.        | 「踊れ・どれ・ドラ ドラえもん音頭2007（オリジナル・カラオケ）」 |                |           |           |                                                                      | 4:14  |
| 合計時間: | 合計時間:                                                       | 合計時間:      | 合計時間: | 合計時間: | 合計時間:                                                            | 16:44 |

## カバー
夢をかなえてドラえもん
- AKI、ひまわりキッズ

（キングレコード版カバー音源。『キッズソング ヒットパラダイス!〜まんまるスマイル・崖の上のポニョ〜』（2008年9月26日発売）などに収録。
- ひばり児童合唱団

『映画ドラえもん 新・のび太の大魔境 〜ペコと5人の探検隊〜』（2014年）に『「夢をかなえてドラえもん」合唱バージョン』のタイトルで劇中歌として使用。『映画ドラえもん主題歌大全集』（2015年4月1日発売）に収録。
- 杉並児童合唱団

『映画ドラえもん のび太の宇宙英雄記』（2015年）に劇中歌として使用。『映画ドラえもん のび太の宇宙英雄記（スペースヒーローズ）オリジナル・サウンドトラック&モア ～映画ドラえもんサウンドトラックヒストリー3』（2015年6月24日発売）に収録。
- ドラえもん（水田わさび）、のび太（大原めぐみ）、しずか（かかずゆみ）、ジャイアン（木村昴）、スネ夫（関智一）

テレビシリーズのオープニング・エンディングテーマ、および『映画ドラえもん のび太の宇宙英雄記』（2015年）のオープニングテーマとして使用。2014年10月17日から音楽配信で、2014年11月19日にシングルCDで発売。『映画ドラえもん主題歌大全集』（2015年4月1日発売）に「キャラクター・ソングバージョン」として収録。
踊れ・どれ・ドラ ドラえもん音頭
- 大塚文雄、ひまわりキッズ

キングレコード版カバー音源。『こども盆踊り ベスト』（2008年5月9日発売）などに収録。

## 『映画ドラえもん』劇伴への引用
沢田完
- 『映画ドラえもん 新・のび太の大魔境 〜ペコと5人の探検隊〜』（2014年）

曲タイトル『未来の国から～夢をかなえてドラえもん』に引用。前述のひばり児童合唱団による合唱バージョン（劇中歌）へと続く構成となっている。『映画ドラえもん のび太の宇宙英雄記（スペースヒーローズ）オリジナル・サウンドトラック&モア ～映画ドラえもんサウンドトラックヒストリー3』（2015年6月24日発売）に収録。
- 『映画ドラえもん 新・のび太の日本誕生』（2016年）

ピンチのドラえもん・しずか・ジャイアン・スネ夫の元に、のび太がペガ・グリ・ドラコと共に駆けつける場面の劇伴に引用。サウンドトラックとして発売はされていない。
服部隆之
- 『映画ドラえもん のび太の月面探査記』（2019年）

曲タイトル『千のウサギが降り注ぐ～「夢をかなえてドラえもん」（バトルMIX）』に引用。『「映画ドラえもん のび太の月面探査記」オリジナル・サウンドトラック』（2019年2月27日発売）に収録。
- 『映画ドラえもん のび太の地球交響楽』（2024年）

曲タイトル『地球交響楽～3楽章』に一部フレーズを引用。『「映画ドラえもん のび太の地球交響楽（ちきゅうシンフォニー）」オリジナル・サウンドトラック』（2024年2月28日発売）収録。